# Stratego (videogioco 1990)
Stratego è un videogioco che riproduce il gioco da tavolo Stratego, pubblicato nel 1990 per Macintosh e MS-DOS e nel 1991 per Amiga, Atari ST e Commodore 64 dalla Accolade. Nel 1992 uscirono conversioni per i sistemi giapponesi NEC PC-9801 e PC Engine, edite dalla Victor Musical Industries. Una versione per ZX Spectrum era in produzione, ma non venne mai completata.
Fu presumibilmente la prima trasposizione video del gioco da tavolo Stratego mai prodotta con licenza ufficiale, in questo caso concessa dalla Milton Bradley. La rivista statunitense MacWorld lo nominò videogioco strategico dell'anno 1990.

## Modalità di gioco
Il videogioco riproduce le normali regole di Stratego (per il funzionamento si veda la relativa voce) e permette solo partite a un giocatore contro il computer, a vari livelli di difficoltà.
La scacchiera è visualizzata dall'alto, con un'area sulla destra che mostra informazioni generali e tutte le pedine che sono state eliminate. La grafica della scacchiera si può cambiare da quella tradizionale ad altre semplici varianti. Le pedine hanno il tipico aspetto ispirato alle uniformi di epoca napoleonica e il numero identificativo corrispondente al rango in notazione americana (più basso per le pedine più forti); su Commodore 64 è presente solo il numero, mentre su PC-98 e PC Engine si può cambiare anche il tema delle pedine, con unità militari moderne o creature fantasy.
Il controllo avviene tramite un puntatore (anche nei sistemi senza mouse) e menù a tendina per le opzioni. Si possono salvare le proprie scelte della disposizione iniziale delle pedine e sono disponibili anche diverse disposizioni predefinite. Ci sono varie opzioni tipiche dei videogiochi di questo tipo, come l'annullamento dell'ultima mossa e la partita dimostrativa.
Si possono applicare varianti alle regole, tra cui alcune opzioni da torneo: vittoria della pedina attaccante in caso di parità; pedine sempre nascoste (negli scontri vinti dall'avversario non viene rivelata la sua pedina); possibilità di rimettere in gioco alcune pedine con un metodo simile alla promozione degli scacchi. Oltre alla partita singola si può affrontare una campagna di 5 partite, ciascuna con regole diverse.

## Storia
Lo Stratego della Accolade, secondo quanto afferma l'autore stesso, deriva da una versione amatoriale realizzata per Macintosh da Ken McLeod e pubblicata come freeware nel 1987 attraverso le BBS. McLeod venne poi inaspettatamente contattato per trasformarlo in un prodotto commerciale autorizzato e nel 1989 riscrisse il programma per Macintosh per la Accolade, migliorandolo soprattutto dal punto di vista dell'intelligenza artificiale. Il gioco uscì ufficialmente nel 1990, dopo che venne completata anche la conversione per MS-DOS.